# Vieu-d’Izenave
Vieu-d’Izenave ist eine französische Gemeinde mit 727 Einwohnern (Stand 1. Januar 2022) im Département Ain in der Region Auvergne-Rhône-Alpes. Sie gehört zum Kanton Plateau d’Hauteville im Arrondissement Nantua.

## Geographie
Vieu-d’Izenave liegt auf 642 m, etwa 19 Kilometer nordöstlich der Stadt Ambérieu-en-Bugey und 27 Kilometer ostsüdöstlich der Präfektur Bourg-en-Bresse (Luftlinie). Das Bauerndorf erstreckt sich im zentralen Bugey, inmitten der breiten Senke der Combe du Val im Jura, in der Nähe des Baches Borrey, am Ostfuß der Chaîne de l’Avocat.
Die Fläche des 23,73 km² großen Gemeindegebiets umfasst einen Abschnitt des südlichen französischen Juras. Der zentrale Teil wird von der rund 2,5 km breiten in Nord-Süd-Richtung orientierten Mulde der Combe du Val (im Mittel auf 640 m) eingenommen, die eine Synklinale im Faltenjura bildet. Diese Mulde wird durch den Borrey nach Norden zum Oignin entwässert. Unterhalb von Vieu-d’Izenave senkt sich der Bach mit einem Erosionstal in die Combe du Val ein. Im Westen wird diese Senke durch den steil ansteigenden Hang der Chaîne de l’Avocat (1014 m) begrenzt. Nach Osten erstreckt sich das Gemeindeareal über den sanft ansteigenden, dicht bewaldeten Hang der Forêt de Meyriat und reicht bis in den Talkessel von Meyriat (rechtes Seitental der Combe du Val). Im äußersten Osten wird auf der Antiklinale der Grande Montagne mit 1103 m die höchste Erhebung von Vieu-d’Izenave erreicht.
Zu Vieu-d’Izenave gehören neben dem eigentlichen Ort auch verschiedene Dörfer, Weiler und Hofgruppen, darunter:
- Le Moulin (645 m) am Borrey
- Corcelette (660 m) in der Combe du Val am Ostfuß der Chaîne de l’Avocat
- Le Balmay (615 m) in der Combe du Val
- Chevril (650 m) am Westfuß der Grande Montagne

Nachbargemeinden von Vieu-d’Izenave sind Maillat, Condamine und Chevillard im Norden, Brénod im Osten, Champdor-Corcelles, Outriaz, Lantenay und Izenave im Süden sowie Cerdon und Labalme im Westen.

## Geschichte
Erstmals urkundlich erwähnt wird Vieu-d’Izenave im Jahr 1185 unter dem Namen De Vico. Im Lauf der Zeit wandelte sich die Schreibweise über Vicus d’Isinava (1250), Viu de Ysinava (1288), Vyu (1299), Vyeu (1313), Vic d’Ysenava (1350), Viou (1394), Viuz (1433) und Vieux d’Izenave (bis 1801) zum heutigen Vieu-d’Izenave. Der Ortsname geht auf das lateinische Wort vicus (Weiler) zurück.
Der Domherr Ponce du Balmay von Lyon schenkte seinen Besitz im Vallée de Meyriat im Jahr 1116 dem Kartäuserorden, um hier ein Kloster zu gründen. Die Mönche der Chartreuse de Meyriat rodeten das Gebiet, machten es urbar und legten den Grundstein für die Besiedlung der Combe du Val. Seit dem Mittelalter stand Vieu-d’Izenave unter der Oberhoheit der Grafen von Savoyen. Mit dem Vertrag von Lyon gelangte das Dorf im Jahre 1601 an Frankreich und gehörte danach der Baronie Cerdon.

### Bevölkerungsentwicklung
| Jahr                       | 1962 | 1968 | 1975 | 1982 | 1990 | 1999 | 2006 | 2012 | 2021 |
| -------------------------- | ---- | ---- | ---- | ---- | ---- | ---- | ---- | ---- | ---- |
| Einwohner                  | 412  | 388  | 379  | 452  | 524  | 537  | 651  | 683  | 735  |
| Quellen: Cassini und INSEE |      |      |      |      |      |      |      |      |      |

Mit 727 Einwohnern (Stand 1. Januar 2022) gehört Vieu-d’Izenave zu den kleinen Gemeinden des Départements Ain. Nachdem die Einwohnerzahl in der ersten Hälfte des 20. Jahrhunderts deutlich abgenommen hatte (1896 wurden noch 673 Personen gezählt), wurde seit Mitte der 1970er Jahre wieder eine Bevölkerungszunahme verzeichnet.

## Sehenswürdigkeiten
Die Kirche Saint-Jean-Baptiste, ursprünglich ein mittelalterlicher Bau, wurde im 17. Jahrhundert weitgehend neu erbaut. Vom Kartäuserkloster Meyriat, das während der Französischen Revolution zerstört worden war, sind nur noch die Ruinen der Klosterkirche (12. Jahrhundert) erhalten.

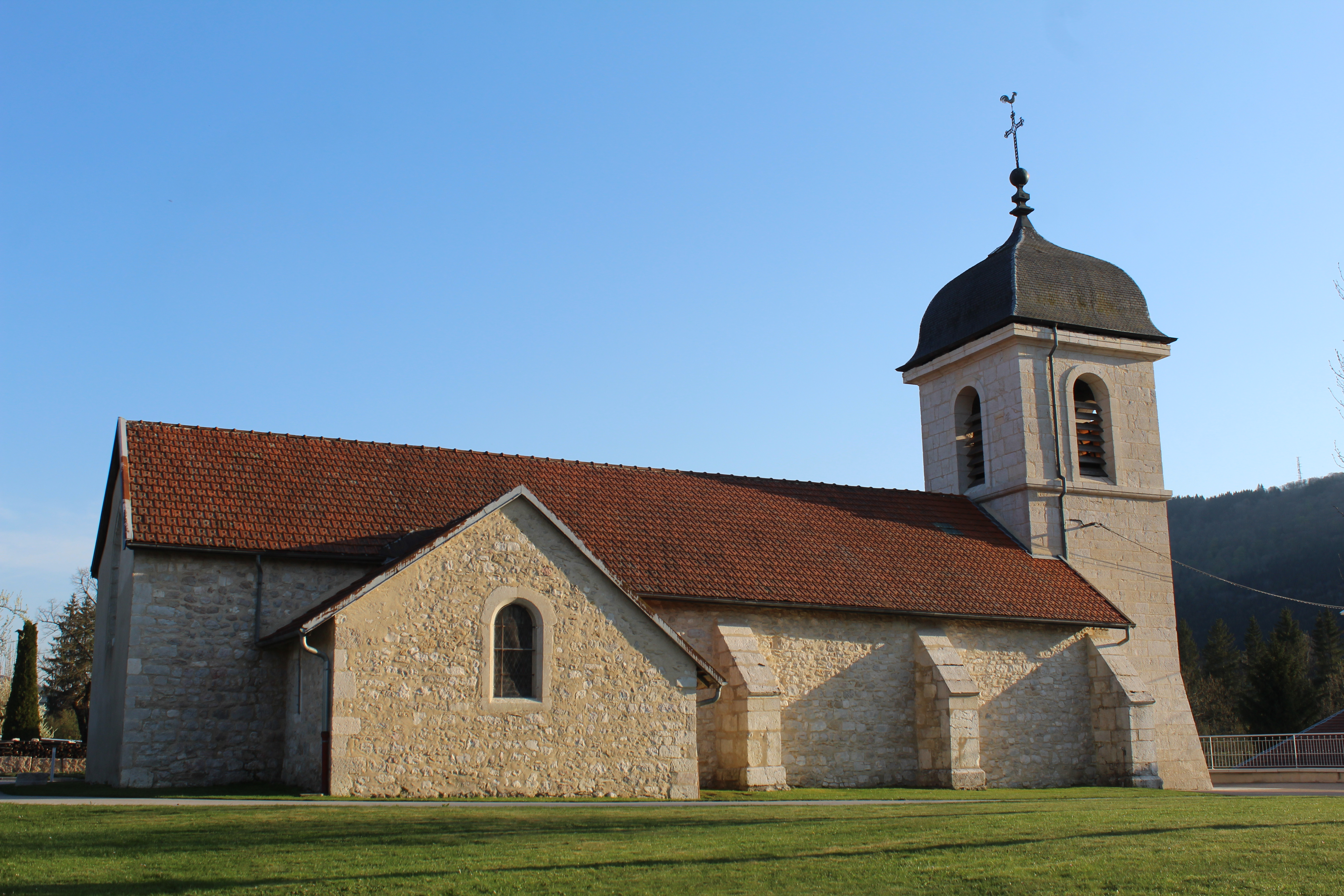
Kirche Saint-Jean-Baptiste
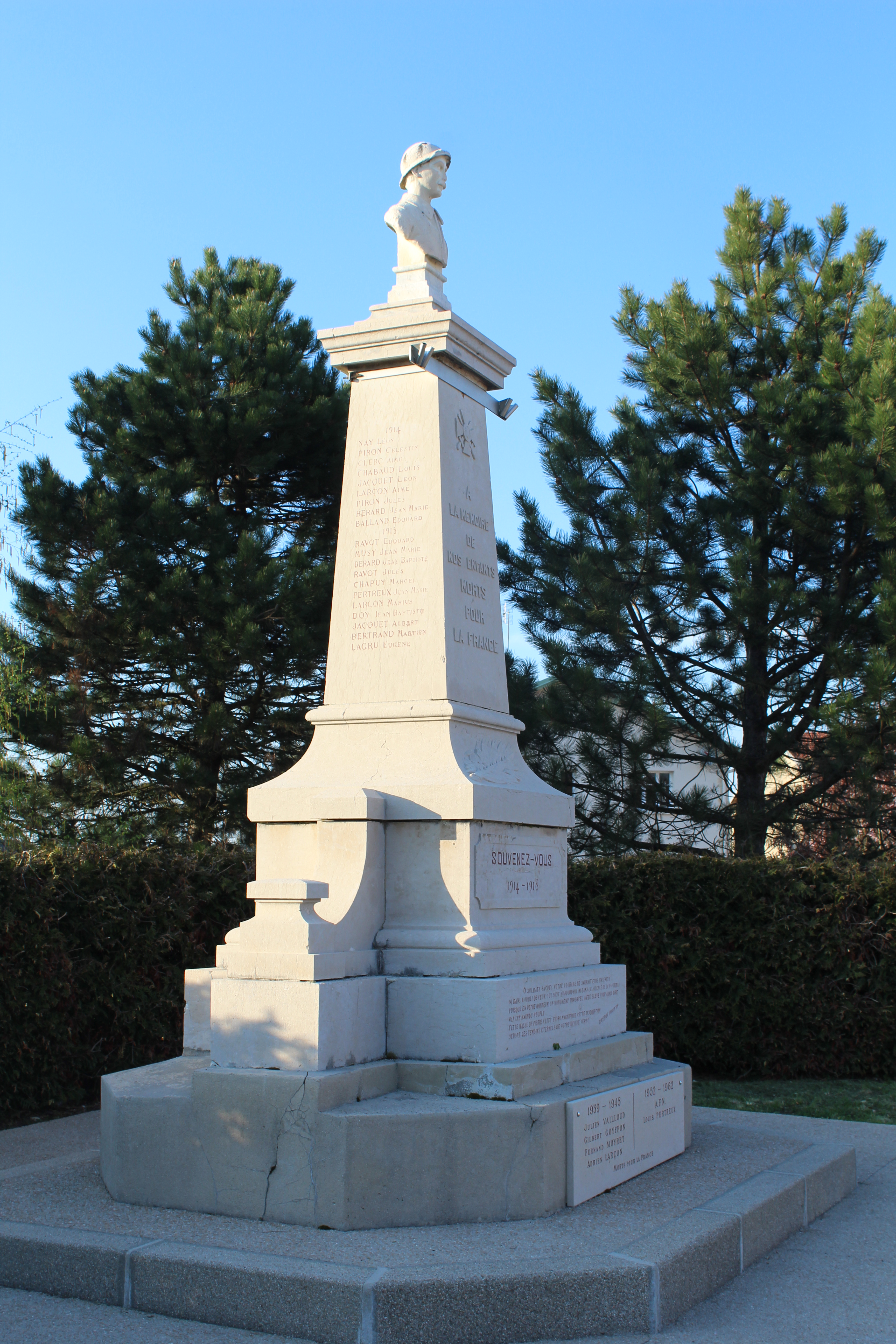
Gefallenendenkmal

## Wirtschaft und Infrastruktur
Vieu-d’Izenave war bis weit ins 20. Jahrhundert hinein ein vorwiegend durch die Landwirtschaft, insbesondere Milchwirtschaft und Viehzucht, sowie Forstwirtschaft geprägtes Dorf. Daneben gibt es heute einige Betriebe des lokalen Klein- und Mittelgewerbes. Mittlerweile hat sich das Dorf auch zu einer Wohngemeinde gewandelt. Viele Erwerbstätige sind Wegpendler, die in den größeren Ortschaften der Umgebung ihrer Arbeit nachgehen.
Die Ortschaft liegt abseits der größeren Durchgangsstraßen an einer Departementsstraße, die von Saint-Martin-du-Frêne nach Hauteville-Lompnes führt. Weitere lokale Straßenverbindungen bestehen mit Labalme, Outriaz und Lantenay. Der nächste Anschluss an die Autoroute A40 befindet sich in einer Entfernung von rund acht Kilometern.
In Vieu-d’Izenave befindet sich eine staatliche école primaire, eine Grundschule mit eingegliederter Vorschule.